# Scinaia
Scinaia, rod crvenih algi iz porodice Scinaiaceae iz subtitalnih i intertidalnih zona troposkih i umjerenih mora
Postoji 45 priznatih vrsta, tipična je Scinaia forcellata Bivona-Bernardi, 1822, sinonim za S. furcellata (Turner) J.Agardh.

## Vrste
1. Scinaia aborealis Huisman
2. Scinaia acuta M.J.Wynne
3. Scinaia bengalica Børgesen
4. Scinaia berggrenii (Levring) Huisman
5. Scinaia boergesenii C.K.Tseng
6. Scinaia brasiliensis (A.B.Joly & Cordeiro-Marino) Huisman
7. Scinaia canaliculata Feldmann
8. Scinaia capensis (Setchell) Huisman
9. Scinaia caribaea (W.R.Taylor) Huisman
10. Scinaia carnosa (Kützing) J.Agardh
11. Scinaia chinensis (C.K.Tseng) Huisman
12. Scinaia complanata (Collins) A.D.Cotton
13. Scinaia confusa (Setchell) Huisman
14. Scinaia fascicularis (Børgesen) Huisman
15. Scinaia firma Levring
16. Scinaia flabellata M.Kajimura
17. Scinaia furcata Zablackis
18. Scinaia furcellata (Turner) J.Agardh
19. Scinaia halliae (Setchell) Huisman
20. Scinaia hatei Børgesen
21. Scinaia hormoides Setchell
22. Scinaia howensis J.M.Huisman
23. Scinaia huismanii Vroom & I.A.Abbott
24. Scinaia incrassata Eiseman
25. Scinaia interrupta (A.P.de Candolle) M.J.Wynne
26. Scinaia japonica Setchell
27. Scinaia johnstoniae Setchell
28. Scinaia latifrons M.Howe
29. Scinaia moniliformis J.Agardh
30. Scinaia moretonensis Levring
31. Scinaia okamurae (Setchell) Huisman
32. Scinaia okiensis Kajimura
33. Scinaia pacifica Setchell
34. Scinaia proliferata Huisman
35. Scinaia pseudojaponica Yamada & Tanaka
36. Scinaia pseudomoniliformis Kajimura
37. Scinaia saifullahii Afaq-Husain & M.Shameel
38. Scinaia salicornioides (Kützing) J.Agardh
39. Scinaia santa-luciana Funk
40. Scinaia setchellii W.R.Taylor
41. Scinaia shameelii Afaq-Husain
42. Scinaia snyderae (Setchell) Huisman
43. Scinaia tsinglanensis C.K.Tseng
44. Scinaia undulata (Montagne) Huisman
45. Scinaia verae (Dickinson) Huisman